# Kristoffer Paulsen Vatshaug
Kristoffer Paulsen Vatshaug (Levanger, 3 giugno 1981) è un ex calciatore norvegese, di ruolo difensore.

## Carriera

### Club

#### Gli esordi
Paulsen Vatshaug iniziò la carriera nel Bodø/Glimt, squadra per cui debuttò nell'Eliteserien in data 27 agosto 2000, in occasione di una sfida in casa del Molde: il difensore sostituì infatti Aasmund Bjørkan a metà del secondo tempo dell'incontro, conclusosi con una sconfitta per 7-1. Nel corso del 2001 fu ceduto in prestito al Byåsen, club militante nella 1. divisjon. Il primo incontro con questa maglia, lo disputò il 2 settembre, quando fu titolare nella sconfitta per 0-2 contro lo Hødd. Una volta rientrato al Bodø/Glimt, ebbe maggiore spazio in prima squadra: il 1º maggio 2005 arrivò anche la prima rete ufficiale della sua carriera, quando contribuì al successo per 2-0 del suo club sullo HamKam.

#### Il passaggio allo Start
Nel 2006 passò allo Start, squadra per cui debuttò il 17 aprile: subentrò infatti a Steinar Pedersen nella sconfitta per 3-0 contro il Rosenborg. Il 27 luglio dello stesso anno giocò il primo match valido per le competizioni europee per club: fu infatti titolare nel successo per 3-0 dello Start sullo Skála, match valido per la Coppa UEFA 2006-2007. Il 31 luglio realizzò la prima marcatura per la squadra nella vittoria per 1-2 sul Lyn Oslo.

#### Il trasferimento al Molde
Dal 2008 si trasferì al Molde. Esordì per la nuova squadra il 30 marzo dello stesso anno, nel pareggio a reti inviolate contro lo Stabæk. L'anno seguente, raggiunge assieme ai compagni di squadra la finale della Coppa di Norvegia 2009: Paulsen Vatshaug fu titolare sulla fascia destra di difesa in quell'incontro, ma l'Aalesund ebbe la meglio ai calci di rigore. Due anni dopo, fu tra i titolari della squadra che si aggiudicò il successo finale nel campionato 2011, primo della storia del Molde. Si ritirò al termine del campionato 2013.

### Nazionale
Paulsen Vatshaug giocò 8 incontri per la Norvegia under 21. Il primo di questi fu datato 16 aprile 2002, quando fu titolare nella sconfitta casalinga per 1-2 contro la Svezia under 21.

## Statistiche

### Presenze e reti nei club
Statistiche aggiornate al 9 dicembre 2013.
| Stagione          | Club              | Campionato        | Campionato | Campionato | Coppe nazionali | Coppe nazionali | Coppe nazionali | Coppe continentali | Coppe continentali | Coppe continentali | Supercoppe | Supercoppe | Supercoppe | Totale | Totale |
| Stagione          | Club              | Comp              | Pres       | Reti       | Comp            | Pres            | Reti            | Comp               | Pres               | Reti               | Comp       | Pres       | Reti       | Pres   | Reti   |
| ----------------- | ----------------- | ----------------- | ---------- | ---------- | --------------- | --------------- | --------------- | ------------------ | ------------------ | ------------------ | ---------- | ---------- | ---------- | ------ | ------ |
| 2000              | Bodø/Glimt        | ES                | 2          | 0          | CN              | 0               | 0               | -                  | -                  | -                  | -          | -          | -          | 2      | 0      |
| gen.-ago. 2001    | Bodø/Glimt        | ES                | 5          | 0          | CN              | 3               | 0               | -                  | -                  | -                  | -          | -          | -          | 8      | 0      |
| ago.-dic. 2001    | Byåsen            | 1D                | 6          | 0          | CN              | 0               | 0               | -                  | -                  | -                  | -          | -          | -          | 6      | 0      |
| 2002              | Bodø/Glimt        | ES                | 19         | 0          | CN              | 3               | 0               | -                  | -                  | -                  | -          | -          | -          | 22     | 0      |
| 2003              | Bodø/Glimt        | ES                | 24         | 0          | CN              | 7               | 0               | -                  | -                  | -                  | -          | -          | -          | 31     | 0      |
| 2004              | Bodø/Glimt        | ES                | 23+2       | 0+1        | CN              | 3               | 0               | -                  | -                  | -                  | -          | -          | -          | 28     | 1      |
| 2005              | Bodø/Glimt        | ES                | 23         | 1          | CN              | 1               | 0               | -                  | -                  | -                  | -          | -          | -          | 24     | 1      |
| Totale Bodø/Glimt | Totale Bodø/Glimt | Totale Bodø/Glimt | 96+2       | 1+1        |                 | 17              | 0               |                    | -                  | -                  |            | -          | -          | 115    | 2      |
| 2006              | Start             | ES                | 14         | 1          | CN              | 4               | 0               | CU                 | 3                  | 0                  | -          | -          | -          | 21     | 1      |
| 2007              | Start             | ES                | 25         | 1          | CN              | 4               | 0               | -                  | -                  | -                  | -          | -          | -          | 29     | 1      |
| Totale Start      | Totale Start      | Totale Start      | 39         | 2          |                 | 8               | 0               |                    | 3                  | 0                  |            | -          | -          | 50     | 2      |
| 2008              | Molde             | ES                | 26         | 0          | CN              | 6               | 1               | -                  | -                  | -                  | -          | -          | -          | 32     | 1      |
| 2009              | Molde             | ES                | 26         | 0          | CN              | 5               | 0               | -                  | -                  | -                  | -          | -          | -          | 31     | 0      |
| 2010              | Molde             | ES                | 24         | 0          | CN              | 2               | 0               | UEL                | 0                  | 0                  | -          | -          | -          | 26     | 0      |
| 2011              | Molde             | ES                | 26         | 0          | CN              | 3               | 0               | -                  | -                  | -                  | -          | -          | -          | 29     | 0      |
| 2012              | Molde             | ES                | 19         | 0          | CN              | 4               | 0               | UCL+UEL            | 3+5                | 0                  | S          | 0          | 0          | 31     | 0      |
| 2013              | Molde             | ES                | 9          | 1          | CN              | 0               | 0               | UCL+UEL            | 0                  | 0                  | -          | -          | -          | 9      | 1      |
| Totale Molde      | Totale Molde      | Totale Molde      | 130        | 1          |                 | 20              | 1               |                    | 8                  | 0                  |            | 0          | 0          | 158    | 2      |
| Totale            | Totale            | Totale            | 271+2      | 3+1        |                 | 45              | 1               |                    | 11                 | 0                  |            | 0          | 0          | 329    | 5      |

## Palmarès

### Club

#### Competizioni nazionali
- Campionato norvegese: 2

Molde: 2011, 2012